# Castello di Beaulieu
Il castello Beaulieu è una rocca del XVIII secolo situato all'interno della giurisdizione della frazione di Havré, ora nel comune di Mons, nella provincia di Hainaut, Vallonia, Belgio.

## Storia
Nato come possedimento dei conti di Hainaut, nel XVIII secolo il castello diventò di proprietà della famiglia Duval per passare infine ai Meester di Heyndonck nel 1828 con la morte del cavaliere, ex-sindaco di Mons, Constant Duval.

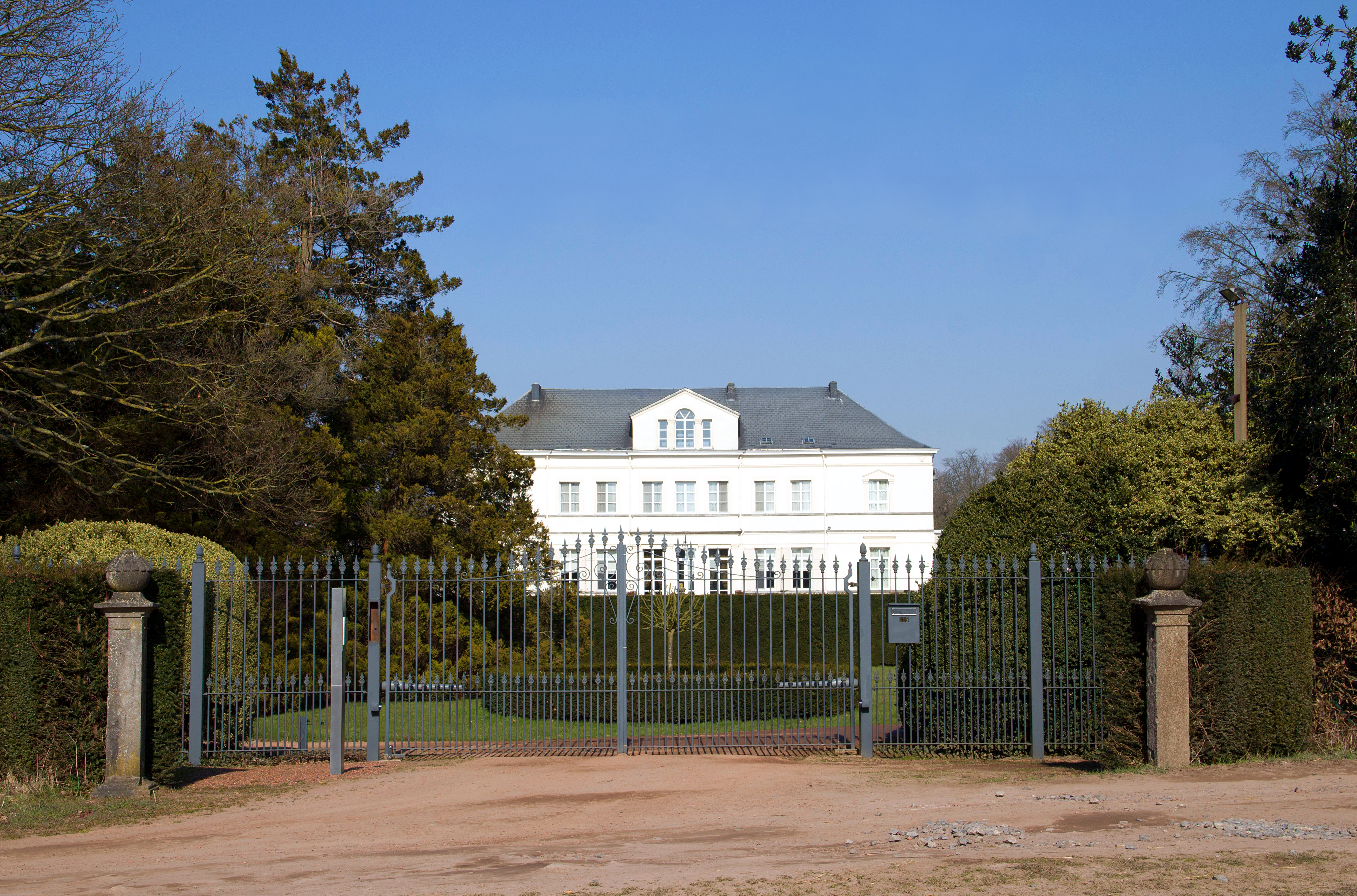
La facciata principale del palazzo.